# Isaac P. Gray

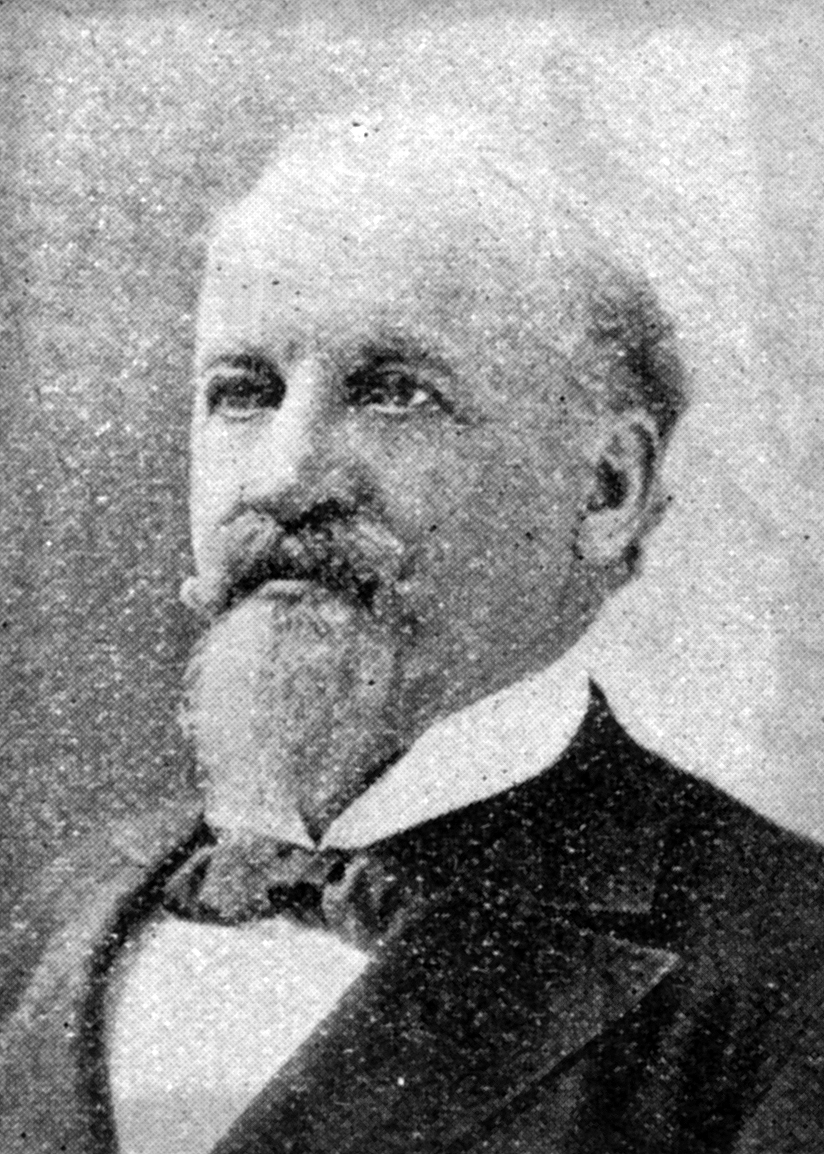
Isaac P. Gray

Isaac Pusey Gray (* 18. Oktober 1828 im Chester County, Pennsylvania; † 14. Februar 1895 in Mexiko-Stadt, Mexiko) war ein US-amerikanischer Politiker und 1880/81 der 18. sowie von 1885 bis 1889 der 20. Gouverneur des Bundesstaates Indiana.

## Frühe Jahre
Bereits in jungen Jahren zog Isaac Gray mit seinen Eltern nach Ohio, wo er nach weiteren Umzügen in verschiedenen Städten die Grundschule besuchte. 1855 zog er nach Indiana, wo er sich in Union City niederließ. Dort studierte er Jura. Er war auch Mitbegründer einer Bank, deren Präsident er später wurde. Während des Bürgerkrieges war er als Oberst Kommandeur eines Kavallerieregiments mit Soldaten aus Indiana. Im Jahr 1866 bewarb sich Gray erfolglos um einen Sitz im Kongress. Damals gehörte er noch der Republikanischen Partei an; später wechselte er zu den Demokraten. Zwischen 1868 und 1872 war er Mitglied des Senats von Indiana. Im Jahr 1876 wurde er bereits als Demokrat zum Vizegouverneur von Indiana gewählt.

## Gouverneur von Indiana
Nachdem der amtierende Gouverneur James D. Williams im Oktober 1880 verstorben war, fiel Gray dessen Posten zu. Er musste zunächst die Amtszeit seines Vorgängers beenden. Damit war er zwischen dem 20. November 1880 und dem 10. Januar 1881 Gouverneur von Indiana. Zu diesem Zeitpunkt war mit Albert G. Porter bereits der nächste Gouverneur gewählt, dem Gray im Januar 1881 das Amt übergab. Es gelang Gray, die nächsten Gouverneurswahlen im Jahr 1884 gegen den Republikaner William H. Calkins zu gewinnen. Damit konnte er am 12. Januar 1885 eine vierjährige Amtszeit antreten. In seiner Regierungszeit wurden die Gelder zur Renovierung eines Waisenheims für Soldatenkinder in Knightstown bereitgestellt. Auch eine Schule für geistig Behinderte wurde in Fort Wayne errichtet. Diese Zeit war aber auch von einem Ereignis überschattet, das als „Schwarzer Tag der Staatslegislative“ in die Geschichte des Staates Indiana einging. Es begann mit der Erklärung von Gouverneur Gray, er wolle von der Staatslegislative in den US-Senat gewählt werden. Damit begann ein Streit zwischen den beiden großen Parteien, der eskalierte, als der von den Demokraten beherrschte Senat von Indiana dem neu gewählten Vizegouverneur Robert S. Robertson dieses Amt verwehrte. Daran änderte auch ein Urteil des Obersten Gerichts des Staates Indiana nichts. Als Robertson am 24. Februar 1887 den Sitzungsraum des Staatssenats zu betreten versuchte, kam es zu handgreiflichen Auseinandersetzungen zwischen Demokraten und Republikanern. Robertson wurde tätlich angegriffen und es fielen sogar Schüsse. Der Gouverneur musste die Polizei zu Hilfe rufen, um die Tumulte zu beenden. Als Ergebnis kam eine Pattsituation heraus. Der Gouverneur verzichtete auf seine Kandidatur für den US-Senat und Robertson konnte sein Amt nicht antreten. Diese Ereignisse waren mit ein Grund dafür, dass mit dem 16. Verfassungszusatz die Direktwahl von US-Senatoren eingeführt wurde. Kommissarischer Vizegouverneur wurde Senatspräsident Alonzo G. Smith.
Nach dem Ende seiner Amtszeit zog sich Gray bis 1893 aus der Politik zurück. In diesem Jahr wurde er als Nachfolger von Thomas Ryan zum Botschafter der Vereinigten Staaten in Mexiko ernannt. In dieser Funktion diente er in Mexiko-Stadt bis zu seinem Tod im Februar 1895. Isaac Gray war mit Eliza Jaqua verheiratet, mit der er vier Kinder hatte.